# Belleville Senators
Belleville Senators är en ishockeyklubb i Belleville i Ontario, Kanada, grundad 2017.
Klubben spelar sedan säsongen 2017–18 i American Hockey League och är Ottawa Senators farmarlag.
Laget spelar sina hemmamatcher i Yardmen Arena.
Franchisen hette tidigare Binghamton Senators och spelade i Binghamton, New York. 

## Historia
I juli 2016 uppgav tjänstemän i Broome County att Ottawa Senators tänkte flytta sin franchise, Binghamton Senators, närmare huvudklubben till säsongen 2017-18, trots att de hade tre år kvar på sitt hyreskontrakt.
Den 26 september 2016 bekräftade Ottawa Senators ägare Eugene Melnyk att han hade köpt Binghamton-laget och att det skulle flyttas för att bli Belleville Senators till säsongen 2017-18. 
När Ottawa Senators flyttade klubben till Belleville, flyttade i sin tur New Jersey Devils sitt farmarlag, Albany Devils, till Binghamton som döptes om till Binghamton Devils.
För att inhysa ett AHL-lag godkände staden Belleville drygt 20 miljoner dollar i uppgraderingar av Yardmen Arena när Senators tecknade ett åttaårigt hyresavtal.
Senators behöll Kurt Kleinendorst som huvudtränare för franchisens första säsong i Belleville, men efter att ha missat att kvalificera sig för slutspel blev hans kontrakt inte förnyat. Han ersattes av Troy Mann, som nyligen hade släppts från samma position i Hershey Bears.